# Mega Man (jogo eletrônico)
Mega Man, conhecido no Japão como Rockman (ロックマン, Rokkuman), é um jogo eletrônico de ação-plataforma desenvolvido e publicado pela Capcom para o Nintendo Entertainment System (NES). É o primeiro jogo da série Mega Man. Foi lançado no Japão e na América do Norte em dezembro de 1987, e na Europa em dezembro de 1989.
Apesar da longa e rica história que o personagem tem, a carreira de Megaman começou de forma muito humilde. A Capcom, desenvolvedora de Arcades como prioridade na época, armou um plano nos anos 80 de fazer um novo game feito especificamente para se jogar em casa. Os jogos anteriores da Capcom feitos para o Famicom eram meras adaptações de jogos de arcade. Para que o projeto tivesse os melhores resultados possíveis, a Capcom deixou o projeto com alguns de seus mais talentosos e jovens criadores, entre eles, um artista chamado Keiji Inafune,considerado o Grande Criador de Mega Man. Inafune, como grande fã de animes, ao criar a Série Mega Man se inspirou na Série Astro Boy.
A trama começa com a luta eterna entre humanóide heróico, o robô Mega Man, e o malvado cientista Dr. Wily. O jogo estabelece muitas das convenções de jogo que definem o original Mega Man série, bem como as suas subséries múltiplas. Mega Man apresenta uma configuração através da qual o jogador pode escolher a ordem das fases iniciais a serem completadas. Com cada "Robot Master" derrotado no final de uma fase, uma nova arma é adicionada ao arsenal do jogador para ser usada contra os inimigos. Mega Man foi desenvolvido por uma pequena equipe, que incluía um envolvimento significativo do artista Keiji Inafune.
Mega Man foi bem-recebido pela crítica por sua concepção global e pela sua alta dificuldade. Embora não tenha sido um sucesso comercial, o jogo foi seguido por uma abundância de sequelas e spin-offs, que ainda estão sendo lançados até os dias atuais, muitos dos quais utilizam basicamente o mesmo enredo, gráficos e configurações de jogo instituídas pelo jogo de 1987.
O jogo reapareceu modificado em vários remakes, como Mega Man: The Wily Wars e o recentemente lançado para a plataforma PlayStation Portable (PSP), Mega Man: Powered Up. Também recebeu ports como Rockman Complete Works (lançado apenas no Japão) e Mega Man: Anniversary Collection.
Este é o único jogo da série em que Mega Man enfrenta seis Robot Masters em vez de oito, porem, no remake Mega Man: Powered Up Mega Man enfrenta mais dois Robot Masters (Time-Man e Oil-Man) totalizando oito.

## Enredo
O jogo começa após os acontecimentos que envolvem a criação do humanoide robô chamado Mega Man pelo gênio Dr. Wright (chamado Dr. Light em títulos posteriores) e seu assistente, Dr. Wily. Os dois cientistas também criam outros seis robôs avançados: Cut Man, Elec Man, Ice Man, Fire Man, Bomb Man e Guts Man. Cada um destes robôs é projetado para realizar tarefas industriais que envolvam construção, demolição, madeireiras, operações elétricas ou trabalhos realizados em temperaturas extremas, tudo para o benefício da humanidade em um local conhecido como "Monsteropolis". No entanto, Dr. Wily é desleal ao seu parceiro e reprograma os seis robôs para ajudar a si mesmo em um plano para assumir o controle do mundo. Dr. Light envia Mega Man para derrotar suas criações e acabar com Dr. Wily. Depois de ter sucesso em sua missão, Mega Man retorna para casa, se juntando a sua irmã robô Roll e seu criador, Dr. Light.

## Chefes

### Robot Masters
| Modelo  | Robot Master | Arma           | Fraqueza       | Dados do Robot Master | Atordoado por armas fracas |
| ------- | ------------ | -------------- | -------------- | --- | -------------------------- |
| DLN-003 | Cut Man      | Rolling Cutter | Super Arm      | Cut Man foi originalmente projetado para o trabalho de recuperação de terras (principalmente o desmatamento) suas habilidades de batalha centram em torno de suas habilidades de salto avançadas e o par de tesouras de bumerangue em sua cabeça. Ele é educado e ingênuo e facilmente enganado. | Bateu                      |
| DLN-004 | Guts Man     | Super Arm      | Hyper Bomb     | Guts Man também foi projetado para o trabalho de recuperação de terras, mas foi criado especificamente para construção de obras públicas. De longe, o mais forte de qualquer robô, Guts Man é capaz de levantar objetos de até 80 toneladas por cima da cabeça e lançá-las no seu inimigo com uma precisão surpreendente. Ele é um pouco estúpido, mas sempre foi um robô bem-intencionado. | Explodui                   |
| DLN-005 | Ice Man      | Ice Slasher    | Thunder Beam   | Originalmente concebido para a exploração e mapeamento de regiões muito abaixo da temperatura que os seres humanos podem suportar, Ice Man também supervisiona o transporte de suprimentos para várias equipes de pesquisa no continente Antártico. Depois, ele começou o trabalho de transporte de materiais em depósitos de alimentos congelados. Ele tem a capacidade de disparar ondas de ar super-refrigeradas de sua boca, que é atado com nitrogênio líquido, que, em seguida, cristaliza em um projétil. Ice Man, eventualmente, aparenta ter um transtorno de personalidade múltipla. Ice Man se assemelha a um esquimó com capuz. | Chocante                   |
| DLN-006 | Bomb Man     | Hyper Bomb     | Fire Storm     | Bomb Man também foi projetado para o trabalho de recuperação de terras, especificamente demolição. Ele e Guts Man foram originalmente destinados a funcionar como uma dupla com Guts Man funcionando como um capataz. Ele pode fazer várias formas de explosivos, a maioria dos quais são mortais. Bomb Man é muito festeiro e gosta de explosões. Bomb Man é um robô laranja com um corpo esférico preto e cabeça com penteado moicano vermelho. | Queimar                    |
| DLN-007 | Fire Man     | Fire Storm     | Ice Slasher    | Fire Man foi projetado para o trabalho de gestão de resíduos (nomeadamente incineração). Ele pode suportar temperaturas superiores a 8000 °C. Fire Man ataca cercando-se em um círculo de fogo e atirando bolas de fogo com impressionantes propriedades destrutivas. Fire Man é um pouco piromaníaco, mas quando estar programado para o bem só usar suas chamas fora de serviço para ajudar Mega Man e outros robôs com suas "Chamas da Justiça". Fire Man é um robô vermelho e cinza com uma cabeça parecida com uma tocha. | Congelar                   |
| DLN-008 | Elec Man     | Thunder Beam   | Rolling Cutter | Elec Man foi criado para supervisionar e controlar as usinas de energia atômica. Na época de sua criação, Elec Man foi muitas vezes saudado como a maior criação de Dr. Thomas Light e possui velocidade sobre-humana de cálculo e julgamento afiados, bem como a agilidade física que não iria ser superada por algum tempo, sendo o mais rápido robô criado entre a primeira linha de Robot Masters. Ele é muito vaidoso e egoísta, mas de resto é muito responsável e competente. Seu modo de ataque gira em torno de seu Thunder Beam, uma explosão concentrada e devastadora de eletricidade com 6000 volts. Elec Man é um robô preto e amarelo com uma máscara amarela tampado por um raio em torno de seus olhos, e assim como os outros Robot Masters de Mega Man 1 ele é irmão de Proto Man, Mega Man e Roll. | Cortado                    |

Após a derrota de Dr. Wily, Mega Man recuperou seus irmãos, que foram reprogramados ao seu estado original pelo Dr. Light e atualmente ajudam Mega Man em suas aventuras.

### Fase final
- Yellow Devil - Fraqueza: Thunder Beam
- Mega Man (Cópia) - Fraqueza: Fire Storm
- CWU-01P - Fraqueza: Super Arm
- Dr. Wily
  - Primeira forma - Fraqueza: Fire Storm
  - Segunda forma - Fraqueza: Rolling Cutter

## Controvérsia da capa americana
A capa americana do primeiro Mega Man é considerado até os dias atuais uma das capas mais controversas e polêmica dos games. Quando o jogo foi lançado originalmente nos Estados Unidos a história do jogo foi alterada no manual e a capa ficou com uma arte extremamente desfigurada em relação ao jogo em si. Na capa Mega Man aparece como um homem gordo vestindo uma armadura com partes amarelas e uma pistola na mão no lugar do Mega Buster. Muitos anos depois o Mega Man que aparece nessa capa foi reutilizado como um personagem jogável no jogo de luta Street Fighter X Tekken sob o título "Bad Box Art Mega Man'.